# Turn It Up (canção de Paris Hilton)
"Turn It Up" é uma canção da artista americana Paris Hilton do seu álbum de estúdio de estreia Paris (2006). A canção foi escrita por Jeff Bowden, Dorian Hardnett e Scott Storch. Atingiu o número um na tabela do Billboard Hot Dance Club Play.

## Lista de músicas e formatos
- Maxi CD single

1. "Turn It Up" [Album version] - 3:11
2. "Turn It Up" [Paul Oakenfold Remix] - 5:44
3. "Turn It Up" [DJ Dan's Hot 2 Trot Dub] - 8:04
4. "Turn It Up" [DJ Dan's Hot 2 Trot Vocal] - 6:35
5. "Turn It Up" [Peter Rauhofer Does Paris] - 8:13
6. "Turn It Up" [Peter Rauhofer Turns It Up Mix] - 9:23

- Download digital do iTunes

1. "Turn It Up" [Paul Oakenfold Remix Edit] - 4:55
2. "Turn It Up" [DJ Dan's Hot 2 Trot Vocal Edit] - 4:48
3. "Turn It Up" [DJ Dan's Hot 2 Trot Dub Edit] - 4:48
4. "Turn It Up" [Peter Rauhofer Does Paris Edit] - 4:57
5. "Turn It Up" [Peter Rauhofer Turns It Up Edit] - 4:58

- CD promocional

1. "Turn It Up" [Album version] - 3:11
2. "Turn It Up" [Paul Oakenfold Remix] - 5:44
3. "Turn It Up" [Paul Oakenfold Remix Edit] - 4:55
4. "Turn It Up" [DJ Dan's Hot 2 Trot Vocal] - 6:35
5. "Turn It Up" [DJ Dan's Hot 2 Trot Edit] - 3:38
6. "Turn It Up" [DJ Dan's Hot 2 Trot Dub] - 8:04
7. "Turn It Up" [DJ Dan's Hot 2 Trot Mixshow] - 6:03
8. "Turn It Up" [Peter Rauhofer Does Paris] - 8:13
9. "Turn It Up" [Peter Rauhofer Turns It Up Mix] - 9:23

- Vinil promocional
  - Lado 1

1. "Turn It Up" [Album version] - 3:11

- - Lado 2

1. "Stars Are Blind" [Luny Tunes Remix feat. Wisin & Yandel] - 4:19
2. "Turn It Up" [Instrumental] - 3:11

## Performance em Charts
O single oficial foi lançado apenas para boates, não possuindo um clipe oficial, mesmo assim, a música foi sucesso nas pistas de dança de vários países e alcançou a posição #1 no EUA Billboard Hot Dance Club Play.
| Chart (2007)                          | Melhor Posição |
| ------------------------------------- | -------------- |
| EUA Billboard Hot Dance Singles Sales | 3              |
| EUA Billboard Hot 100 Singles Sales   | 8              |
| UMA-Reino Unido Singles               | 2              |
| EUA Billboard Hot Dance Airplay       | 21             |
| EUA Billboard Hot Dance Club Play     | 1              |
| Club Chart da Europa                  | 5              |
| Singles Chart da Polonia              | 70             |
| EUA Rhythmic Top 40                   | 10             |